# Job van Meekeren
Job Janszoon van Meekeren (ur. 1611, zm. 6 grudnia 1666) – holenderski chirurg.
Uczył się medycyny u Nicolaesa Tulpa. W 1635 roku został chirurgiem i praktykował w rodzinnym Amsterdamie jako chirurg miejski i chirurg admiralicji. Szybko zyskał sławę; Nicolaas Tulp określił go jako „chirurgis industrius”, a Albrecht von Haller – „celebris et candidus chirurgus”.
Opisał torbiel śledziony („milde Wassersucht”), ulepszył technikę bezkrwawej amputacji kończyn i obmyślił przyrząd do odbarczenia hypopyon. Szczególnie interesował się chirurgią ręki.
Meekeren jako pierwszy opisał przeszczep kości; w swojej książce pisze, że czytał list do wielebnego Engeberta Sloota z Sloterdijk autorstwa Johna Kraanwinkela, misjonarza przebywającego w Rosji, gdzie wykonano operację. Kraanwinkel opisał przypadek rosyjskiego żołnierza, któremu pourazowy ubytek w kostnej pokrywie czaszki wypełniono fragmentem kości psa. Mimo że przeszczep się przyjął a rana doskonale zagoiła, cerkiew nakazała usunięcie przeszczepu.

## Prace
- Heel- en geneeskonstige aanmerkingen. Amsterdam, C. Commelijn, 1668